# Idaea
Idaea is een geslacht uit de familie Geometridae (spanners). 
Het geslacht kent in Nederland en België 22 waargenomen soorten, in Europa zijn het er meer dan honderd. De meeste soorten zijn kleine tot middelgrote vlinders.

## Beschreven soorten
Soorten die in Nederland of in België voorkomen, zijn voorzien van een vlaggetje. De overige soorten die in Europa voorkomen, zijn gemarkeerd met een *.
- I. abnorma (Pinker, 1960)) *
- I. abnormipennis (Warren, 1897)
- I. actiosaria (Walker, 1861)
- I. acuminata (Moore, 1888)
- I. acutipennis (Hausmann & Honey, 2004) *
- I. adipata (Schaus, 1913)
- I. aequisinuata (Warren, 1898)
- I. affinitata (Bang-Haas, 1907)
- I. afflata (Fuchs, 1902)
- I. afroda (Schaus, 1901)
- I. agglomerata (Walker, 1866)
- I. albarracina (Reisser, 1934) *
- I. albitorquata (Pungeler, 1909) *
- I. albonitens (Sterneck, 1939)
- I. algeriensis (Bethune-Baker, 1888)
- I. alicantaria (Reisser, 1963) *
- I. alopecodes (Meyrick, 1888)
- I. alutaceata (Rungs, 1945)
- I. alyssumata (Millière, 1871) *
- I. allardiata (Mabille, 1869)
- I. allongata (Staudinger, 1898)
- I. amnesta (Prout, 1922)
- I. amplimargo (Warren, 1897)
- I. amplipennis (Butler, 1889)
- I. amputata (Warren, 1899)
- I. andamanica (Prout, 1938)
- I. angulata (Warren, 1906)
- I. angusta (Butler, 1897)
- I. angustifrons (Wiltshire, 1966)
- I. antennata (Wehrli, 1931)
- Idaea antiquaria (Herrich-Schäffer, 1847)
- I. aperta (Prout L. B., 1916)
- I. apoa (Fletcher D. S., 1958)
- I. arcuata (Fletcher D. S., 1958)
- I. arenophana (Wiltshire, 1966)
- I. argilata (Guenée, 1858)
- I. argophylla (Turner, 1922)
- I. arhostiodes (Warren, 1905)
- I. ascepta (Prout L. B., 1915)
- I. asceta (Prout, 1910)
- I. associata (Warren, 1897)
- I. atlantica (Stainton, 1859) *
- I. attenuaria (Rambur, 1833) *
- I. aureolaria (Denis & Schiffermüller, 1775) *
- I. auricruda (Butler, 1879)
- I. auriflua (Warren, 1902)
- I. australis (Hulst, 1896)
- I. aversata(Linnaeus, 1758) - grijze stipspanner
- I. bacalladoi (Pinker, 1974) *
- I. banghaasi (Prout, 1934)
- I. barcearia (Turati & Krüger, 1936)
- I. barikotensis (Wiltshire, 1966)
- I. basicostalis (Warren, 1900)
- I. basinta (Schaus, 1901)
- I. bathromyses (Prout, 1934)
- I. belemiata (Millière, 1868) *
- I. benestrigata (Prout, 1913)
- I. bengasiaria (Turati, 1926)
- I. benubia (Cassino, 1931)
- I. biagita (Warren, 1907)
- I. bicertaria (Staudinger, 1892)
- I. bigladiata (Herbulot, 1975) *
- I. bilinea (Swinhoe, 1885)
- I. bilinearia (Fuchs, 1878) *
- I. bimaculata (Turati & Krüger, 1936)
- I. bipartita (Warren, 1906)
- I. biselata, Schildstipspanner (Hufnagel, 1767)
- I. blaesii (Lenz & Hausmann, 1992) *
- I. boarmiata (Warren, 1897)
- I. bonifata (Hulst, 1887)
- I. brauneata (Swett, 1913)
- I. brevisimmipes (Herbulot, 1956)
- I. brevissimipes (Herbulot, 1955)
- I. bucephalaria (Chrétien, 1909)
- I. buchanani (Prout L. B., 1932)
- I. bura (Prout L. B., 1932)
- I. burtti (Fletcher D. S., 1958)
- I. bustilloi (Agenjo, 1967)
- I. calunetaria (Staudinger, 1859) *
- I. callipepla (Prout, 1917)
- I. camparia (Herrich-Schäffer, 1852) *
- I. capitata (Warren, 1900)
- I. capnaria (Püngeler, 1909)
- I. carnearia (Warren, 1897)
- I. carneilinea (Prout L. B., 1922)
- I. carneofasciata (Warren, 1900)
- I. carpheraria (Hampson, 1907)
- I. carvalhoi (Herbulot, 1979) *
- I. castelli (Prout, 1926)
- I. catopolia (Prout, 1938)
- I. caudata (Warren, 1904)
- I. caustoloma (Prout, 1932)
- I. cavenacata (Chrétien, 1929)
- I. cedrica (Dyar, 1914)
- I. celativestis (Prout, 1931)
- I. cellifimbria (Prout)
- I. cervantaria (Millière, 1869) *
- I. circuitaria (Hübner, 1819) *
- I. circumsticta (Warren, 1904)
- I. clothula (Dyar, 1914)
- I. cochlearia (Herbulot, 1956)
- I. coercita (Lucas, 1900)
- I. combinata (Prout, 1917)
- I. comparanda (Warren, 1900)
- I. completa (Staudinger, 1892) *
- I. complexaria (Schaus, 1901)
- I. conifer (Warren, 1906)
- I. conioptera (Hampson, 1903)
- I. consanguiberica (Rezbanyai-Reser & Exposito, 1992) *
- I. consanguinaria (Lederer, 1853) *
- I. consectatrix (Krüger, 2007)
- I. consericeata (Prout L. B., 1913)
- I. consociata (Staudinger, 1900)
- I. consolidata (Lederer, 1853) *
- I. contiguaria (Hübner, 1799) *
- I. contractalis (Walker, 1865)
- I. contravalida (Inoue, 1982)
- I. controversata (Prout L. B., 1922)
- I. cornutosa (Wiltshire, 1986)
- I. cossurata (Millière, 1875)
- I. costaria (Walker, 1863)
- I. costiguttata (Warren, 1896)
- I. costipunctata (Dognin, 1910)
- I. cosymbiata (Schaus, 1901)
- I. craspedota (Prout, 1934)
- I. crassipunctata (Inoue, 1971)
- I. crassiquama (Warren, 1905)
- I. crinipes (Warren, 1897)
- I. crinitaria (Staudinger, 1897)
- I. cubitata (Warren, 1897)
- I. curtaria (Warren, 1904)
- I. curtopedata (Ebert, 1965)
- I. curvicauda (Schaus, 1940)
- I. charitata (Rebel, 1914) *
- I. charitotes (Prout, 1922)
- I. chloristis (Meyrick, 1888)
- I. chlorosata (Snellen, 1874)
- I. chotaria (Swinhoe, 1886)
- I. chrysocilia (Hampson, 1891)
- I. damadensis (Wiltshire, 1986)
- I. damnata (Walker, 1861)
- I. dasypus (Turner, 1908)
- I. daucina (Herbulot, 1978)
- I. davidi (Gaston & Redondo, 2005)
- I. debiliata (Sterneck, 1934)
- I. decidua (Warren, 1900)
- I. degeneraria (Hübner, 1799) *
- I. deitanaria (Reisser & Weisert, 1977) *
- I. deleta (Wileman & South, 1917)
- I. delibata (Prout, 1926)
- I. delicataria (Jones, 1921)
- I. delicatula (Warren, 1901)
- I. deliloides (Prout, 1918)
- I. delosticta (Turner, 1922)
- I. demissaria (Hübner, 1825)
- I. denticulata (Warren, 1900)
- I. denudaria (Prout, 1913)
- I. derosa (Schaus, 1913)
- I. descitaria (Christoph, 1893) *
- I. determinata (Staudinger, 1876) *
- I. detritaria (Staudinger, 1897)
- I. deversaria (Herrich-Schäffer, 1847)
- I. devestita (Warren, 1907)
- I. dicenea (Prout, 1934)
- I. digitella (Herbulot, 1978)
- I. dilutaria (Hübner, 1799)
- I. dimidiata, Vlekstipspanner (Hufnagel, 1767)
- I. diphyes (Prout, 1931)
- I. distinctaria (Boisduval, 1840) *
- I. dividaria (Schaus, 1901)
- I. dolichopis (Turner, 1908)
- I. dorycniata (Bellier de la Chavignerie, 1862)
- I. draconigena (Herbulot, 1981)
- I. dromikos (Hausmann, 2004)
- I. dura (Prout, 1922)
- I. echo (Prout L. B., 1916)
- I. effeminata (Staudinger, 1892) *
- I. efflorata (Zeller, 1849) *
- I. effusaria (Christoph, 1881)
- I. egenaria (Walker, 1861)
- I. elachista (Turner, 1922)
- I. elaphrodes (Turner, 1908)
- I. elata (Warren, 1900)
- I. elegantaria (Herrich-Schäffer, 1854)
- I. elongaria (Rambur, 1833) *
- I. ellisca (Schaus, 1901)
- I. emarginata (Linnaeus, 1758) - geblokte stipspanner
- I. enargeia (Fletcher D. S., 1978)
- I. enteucha (Krüger, 2007)
- I. epaphrodita (Wehrli, 1934)
- I. epicyrta (Turner, 1917)
- I. eremiata (Hulst, 1887)
- I. eremica (Brandt, 1941)
- I. eretmopus (Turner, 1908)
- I. euclasta (Turner, 1922)
- I. eucrossa (Turner, 1932)
- I. eugeniata (Dardoin & Millière, 1870) *
- I. euphorbiata (Balestre, 1906)
- I. eupitheciata (Guenée, 1858)
- I. exempta (Warren, 1906)
- I. exilaria (Guénée, 1858) *
- I. expolitata (Guenée, 1858)
- I. exquisita (Warren, 1897)
- I. falcifera (Prout, 1932)
- I. falcipennis (Warren, 1893)
- I. falckii (Hedemann, 1879)
- I. farada (Warren, 1906)
- I. fathmaria (Oberthür, 1876)
- I. fatimata (Staudinger, 1895)
- I. ferrilinea (Warren, 1900)
- I. fervens (Butler, 1881)
- I. figuraria (Bang-Haas, 1907)
- I. filicata (Hübner, 1798) *
- I. fimbriata (Warren, 1900)
- I. finita (Warren, 1906)
- I. fissilinea (Warren, 1906)
- I. flamingo (Warren, 1901)
- I. flaveolaria (Hübner, 1809) *
- I. flavicincta (Warren, 1906)
- I. flavicosta (Dognin, 1914)
- I. flavimorsa (Dognin, 1911)
- I. flavisinuata (Warren, 1896)
- I. foedata (Butler, 1879)
- I. forsteri (Wiltshire, 1966)
- I. fortificata (Prout L. B., 1916)
- I. fractilineata (Zeller, 1847) *
- I. franconiaria (Swinhoe, 1902)
- I. fruticeti (Holloway, 1979)
- I. fucosa (Warren, 1900)
- I. fuerteventurensis (Pinker, 1974) *
- I. fumilinea (Warren, 1903)
- I. fuscicosta (Warren, 1901)
- I. fuscovenosa, Dwergstipspanner (Goeze, 1781)
- I. fylloidaria (Swinhoe, 1904)
- I. gallagheri (Wiltshire, 1983)
- I. gelbrechti (Hausmann, 2003)
- I. geminata (Warren, 1895)
- I. gemma (Schaus, 1901)
- I. gemmaria (Hampson, 1896)
- I. gemmata (Packard, 1876)
- I. glomerata (Prout L. B., 1937)
- I. gospera (Dyar, 1914)
- I. gracilipennis (Warren, 1901)
- I. granulosa (Warren & Rothschild, 1905)
- I. gravipes (Warren, 1907)
- I. griseinitens (Schaus, 1913)
- I. grisescens (Warren, 1896)
- I. griveaudi (Herbulot, 1978)
- I. halmaea (Meyrick, 1888)
- I. hardenbergi (Janse, 1935)
- I. hathor (Wiltshire, 1949)
- I. helianthemata (Millière, 1870)
- I. helleria (Schaus, 1913)
- I. herbuloti (Agenjo, 1952)
- I. heres (Prout L. B., 1932)
- I. hesuata (Wiltshire, 1983)
- I. hilliata (Hulst, 1887)
- I. hispanaria (Püngeler, 1912)
- I. hispidata (Warren, 1904)
- I. holliata (Homberg, 1909)
- I. homalorrhoe (Prout, 1931)
- I. horrifica (Warren, 1906)
- I. humeraria (Walker, 1862)
- I. humiliata, Streepstipspanner (Hufnagel, 1767)
- I. hypophautis (Prout L. B., 1932)
- I. ibizaria (von Mentzer, 1980) *
- I. illuminata (Prout, 1939)
- I. illustrior (Wiltshire, 1952)
- I. illustris (Brandt, 1941)
- I. imbecilla (Inoue, 1955)
- I. imbellis (Warren, 1906)
- I. impexa (Butler, 1879)
- I. improbata (Staudinger, 1898)
- I. improvisa (Prout, 1938)
- I. inaudax (Prout, 1926)
- I. incalcarata (Chretien, 1913) *
- I. incanata (Schaus, 1901)
- I. incisaria (Staudinger, 1892) *
- I. inclinata (Lederer, 1855) *
- I. indecorata (Warren, 1900)
- I. indeprensa (Prout, 1925)
- I. indeterminata (Warren, 1901)
- I. indigata (Wileman, 1915)
- I. infantilaria (Fuchs, 1902)
- I. infantula (Warren, 1900)
- I. infirmaria (Rambur, 1833) *
- I. informis (Warren, 1897)
- I. infortunata (Prout, 1938)
- I. ingloria (Prout, 1926)
- I. inquinata, Roestige stipspanner (Scopoli, 1763)
- I. inquisita (Prout L. B., 1932)
- I. insuavis (Butler, 1889)
- I. insularum (Prout L. B., 1927)
- I. insulensis (Rindge, 1958)
- I. intermedia (Staudinger, 1879) *
- I. invalida (Butler, 1878)
- I. inversata (Guenée, 1858)
- I. invocata (Prout, 1922)
- I. iodesma (Meyrick, 1897)
- I. iridaria (Schaus, 1901)
- I. isomorpha (Meyrick, 1888)
- I. jakima (Butler, 1878)
- I. jalapata (Schaus, 1901)
- I. jarata (Schaus, 1901)
- I. joannisiata (Homberg, 1911) *
- I. jonesi (Prout, 1922)
- I. jugaria (Schaus, 1901)
- I. karafutonis (Matsumura, 1925)
- I. korbi (Pungeler, 1917) *
- I. labeculata (Hulst, 1887)
- I. laciniata (Warren, 1902)
- I. lacteipennis (Butler, 1889)
- I. laevigata, Strooiselstipspanner (Scopoli, 1763)
- I. lalasaria (Swinhoe, 1904)
- I. lambessata (Oberthur, 1887) *
- I. lamprotis (Prout, 1926)
- I. lanceolescens (Dyar, 1914)
- I. laniata (Dognin, 1914)
- I. lateritica (Holloway, 1979)
- I. laticlavia (Prout L. B., 1922)
- I. latiferaria (Walker, 1861)
- I. leipnitzi (Hausmann, 2004) *
- I. leptatibia (Fletcher D. S., 1978)
- I. leucorrheuma (Prout L. B., 1932)
- I. leucozona (Hampson, 1893)
- I. libycata (Bartel, 1906) *
- I. lilacaria (Jones, 1921)
- I. lilliana (Schaus, 1901)
- I. lilliputaria (Warren, 1902)
- I. limbata (Bastelberger, 1908)
- I. limbolata (Mabille, 1900)
- I. lineata (Hampson, 1893)
- I. lipara (Prout L. B., 1917)
- I. litigiosaria (Boisduval, 1840) *
- I. lobaria (Chrétien, 1909)
- I. longaria (Herrich-Schäffer, 1852) *
- I. longicauda (Bastelberger, 1908)
- I. longipedata (Warren, 1900)
- I. lucellata (Püngeler, 1902)
- I. lucida (Turner, 1942)
- I. ludovicaria (Culot, 1918)
- I. lusohispanica (Herbulot, 1991) *
- I. lutearia (Jones, 1921)
- I. luteolaria (Constant, 1863) *
- I. lutulentaria (Staudinger, 1892) *
- I. lycaugidia (Prout L. B., 1932)
- I. macilentaria (Herrich-Schäffer, 1847)
- I. macouma (Schaus, 1901)
- I. macraria (Staudinger, 1892)
- I. macropaga (Wiltshire, 1966)
- I. macrospila (Prout, 1926)
- I. macrostyla (Warren, 1900)
- I. maculata (Warren, 1896)
- I. maderae (Bethune-Baker, 1891) *
- I. madiaria (Hübner, 1818)
- I. maisongrossei (Herbulot, 1978)
- I. malescripta (Warren, 1897)
- I. mancipiata (Staudinger, 1871) *
- I. manicaria (Herrich-Schäffer, 1852) *
- I. marcidaria (Walker, 1861)
- I. mareotica (Draudt, 1912)
- I. margarita (Warren, 1897)
- I. margaritacea (Turati & Krüger, 1936)
- I. marjahensis (Wiltshire, 1990)
- I. marmorata (Hampson, 1903)
- I. maronitaria (Zerny, 1933)
- I. maskina (Wiltshire, 1966)
- I. mathetica (Prout L. B., 1934)
- I. maudina (Schaus, 1901)
- I. maurusia (Turati, 1924)
- I. maxima (Oberthür, 1922)
- I. mediaria (Hübner, 1819) *
- I. medioumbraria (Turati, 1929)
- I. mellea (Warren, 1900)
- I. merklaria (Oberthür, 1884)
- I. mesodela (Prout, 1926)
- I. methaemaria (Hampson, 1903)
- I. metohiensis (Rebel, 1900) *
- I. micra (Hampson, 1893)
- I. micropaga (Wiltshire, 1966)
- I. microphysa (Hulst, 1896)
- I. microptera (Warren & Rothschild, 1905)
- I. micropterata (Hulst, 1900)
- I. miltophrica (Turner, 1922)
- I. mimetes (Brandt, 1941)
- I. mimica (Warren, 1900)
- I. mimosaria (Guénée, 1858) *
- I. minimaria (Warren, 1904)
- I. minuscularia (Ribbe, 1912) *
- I. minuta (Schaus, 1901)
- I. miranda (Hulst, 1896)
- I. miserrima (Turati, 1930)
- I. mixta (Warren, 1907)
- I. monata (Ramos, 1946)
- I. moniliata (Denis & Schiffermüller, 1775) *
- I. montaria (Jones, 1921)
- I. mundaria (Walker, 1861)
- I. muricata, Geelpurperen spanner (Hufnagel, 1767)
- I. muricolor (Warren, 1904)
- I. muscifasciata (Warren, 1906)
- I. mustelata (Gumppenberg, 1892) *
- I. mutanda (Warren, 1888)
- I. mutilata (Staudinger, 1876) *
- I. nanata (Warren, 1897)
- I. nasifera (Prout L. B., 1916)
- I. neglecta (Hausmann & Werno, 2003) *
- I. neovalida (Inoue, 1958)
- I. nephelota (Turner, 1908)
- I. nevadata (Wehrli, 1926) *
- I. nexata (Hübner, 1813) *
- I. nibseata (Cassino, 1931)
- I. nielseni (Hed, 1879)
- I. nigra (Hausmann & Blasius, 2007) *
- I. nigrella (Wiltshire, 1966)
- I. nigrolineata (Chretien, 1911) *
- I. nigrosticta (Warren, 1897)
- I. nitidata (Herrich-Schäffer, 1861) *
- I. nitidulata (Herrich-Schäffer, 1839)
- I. nocturna (Staudinger, 1892)
- I. nudaria (Christoph, 1881)
- I. numidaria (Lucas, 1849)
- I. oberthuri (Lucas, 1917)
- I. oberthuriata (Balestre, 1907)
- I. obfuscaria (Leech, 1897)
- I. obliquaria (Turati, 1913) *
- I. obliquilinea (Warren, 1896)
- I. obsoletaria (Rambur, 1833) *
- I. occidentaria (Packard, 1874)
- I. ocellata (Warren, 1906)
- I. ocnera (Prout, 1926)
- I. ochraria (Schaus, 1901)
- I. ochrata, Okergele spanner (Scopoli, 1763)
- I. oedipus (Warren, 1900)
- I. okbaria (Chrétien, 1911)
- I. okinawensis (Inoue, 1982)
- I. onca (Druce, 1892)
- I. onchnophora (Prout, 1939)
- I. ooptera (Turner, 1922)
- I. opsitelea (Prout, 1931)
- I. oranaria (Bang-Haas, 1907)
- I. orilochia (Druce, 1893)
- I. ossicolor (Janse, 1935)
- I. ossiculata (Lederer, 1870) *
- I. ostrinaria (Hübner, 1813) *
- I. pachydetis (Meyrick, 1888)
- I. palaestinensis (Sterneck, 1933) *
- I. palmata (Staudinger, 1901) *
- I. palniensis (Prout, 1920)
- I. pallidata (Denis & Schiffermüller, 1775)
- I. paniensis (Holloway, 1979)
- I. parallelaria (Warren, 1902)
- I. paranaria (Schaus, 1901)
- I. paraplesia (Prout, 1916)
- I. paraula (Prout, 1914)
- I. paravalida (Sato, 1988)
- I. pareupithex (Prout, 1922)
- I. partita (Lucas, 1900)
- I. parvularia (Hulst, 1888)
- I. paulesca (Dyar, 1914)
- I. pectinata (Sterneck, 1933)
- I. pediculata (Fletcher D. S., 1958)
- I. peluraria (Reisser, 1939) *
- I. penesta (Schaus, 1901)
- I. percrinita (Warren, 1897)
- I. percurrens (Warren, 1906)
- I. pericalles (Prout L. B., 1913)
- I. perpulverea (Hampson, 1903)
- I. persica (Brandt, 1941)
- I. persimilis (Warren, 1896)
- I. perspersata (Warren, 1897)
- I. perversata (Bastelberger, 1908)
- I. pervertipennis (Hulst, 1900)
- I. phaeocrossa (Prout, 1931)
- I. philocosma (Meyrick, 1888)
- I. phoenicoglauca (Hampson, 1907)
- I. phoenicoptera (Hampson, 1896)
- I. pilosata (Warren, 1898)
- I. placitaria (Schaus, 1940)
- I. plesioscotia (Prout L.B., 1925)
- I. poecilocrossa (Prout L.B., 1932)
- I. politaria (Hübner, 1799) *
- I. posides (Schaus, 1913)
- I. praecisa (Reisser, 1934) *
- I. praetextaria (Guenée, 1858)
- I. predotaria (Hartig, 1951) *
- I. prionodonta (Prout L.B., 1932)
- I. probleta (Turner, 1908)
- I. proclivata (Fuchs, 1902)
- I. procrossa (Meyrick, 1897)
- I. productata (Packard, 1876)
- I. profanaria (Walker, 1866)
- I. prolixa (Schaus, 1913)
- I. promiscuaria (Leech, 1897)
- I. prosartema (Herbulot, 1956)
- I. protensa (Butler, 1889)
- I. protrusa (Turati, 1926)
- I. proximaria (Leech, 1897)
- I. prucholoma (Prout L.B., 1932)
- I. prusias (Schaus, 1913)
- I. pseliota (Meyrick, 1888)
- I. ptyonopoda (Hampson, 1895)
- I. pulchrifascia (Hampson, 1903)
- I. pulveraria (Snellen, 1872)
- I. pulverata (Warren, 1901)
- I. punctatissima (Warren, 1901)
- I. punctigera (Janse, 1935)
- I. purpurariata (Pinker, 1974) *
- I. purpurascens (Prout L.B., 1916)
- I. purpurea (Hampson, 1891)
- I. purpureomarginata (Bohatsch, 1879)
- I. purpureovittata (Warren, 1906)
- I. pyraustaria (Guenée, 1858)
- I. quadrirubrata (Warren, 1897)
- I. rainerii (Hausmann, 1994) *
- I. recrinita (Prout, 1926)
- I. rectifaciens (Dyar, 1914)
- I. reisseri (Prout, 1935)
- I. remanei (Wiltshire, 1985)
- I. remissa (Wileman, 1911)
- I. renataria (Oberthür, 1878)
- I. rhipidura (Meyrick, 1889)
- I. rhipistis (Meyrick, 1886)
- I. rhodariata (Warren, 1897)
- I. rhodogrammaria (Pungeler, 1913) *
- I. rhopalopus (Turner, 1908)
- I. robiginata (Staudinger, 1863) *
- I. robusta (Warren, 1900)
- I. romeii (Turati, 1929)
- I. roseofasciata (Christoph, 1882)
- I. roseolimbata (Poujade, 1895)
- I. roseomarginaria (Inoue, 1958)
- I. rosinaria (Schaus, 1913)
- I. rotundopennata (Packard, 1876)
- I. rubellata (Warren, 1896)
- I. rubraria (Staudinger, 1901)
- I. rubridentata (Warren, 1896)
- I. rubrisuffusa (Warren, 1901)
- I. rufarenaria (Warren, 1906)
- I. rufaria (Hübner, 1799)
- I. ruficostata (Zeller, 1849)
- I. rufifascia (Prout L.B., 1916)
- I. rufimixta (Warren, 1901)
- I. rufula (Warren, 1899)
- I. rufulata (Warren, 1900)
- I. rupicolaria (Reisser, 1927) *
- I. ruptifascia (Warren, 1896)
- I. rusticata, Schaduwstipspanner (Denis & Schiffermüller, 1775)
- I. sabulosa (Prout, 1913)
- I. saida (Wiltshire, 1968)
- I. sakuraii (Inoue, 1963)
- I. salebrosaria (Fuchs, 1902)
- I. saleri (Dominguez & Baixeras, 1992) *
- I. salubraria (Staudinger, 1887)
- I. sanctaria (Staudinger, 1900)
- I. santaria (Jones, 1921)
- I. sarcozona (Prout, 1938)
- I. sardinia (Vorbrodt)
- I. sardoniata (Homberg, 1912) *
- I. sartharia (Staudinger, 1892)
- I. scabraria (Chrétien, 1909)
- I. scaura (Turner, 1922)
- I. scelisca (Prout, 1926)
- I. scintillans (Warren, 1898)
- I. scintillularia (Hulst, 1888)
- I. scholaea (Prout, 1926)
- I. semilinea (Warren, 1896)
- I. semisericea (Warren, 1897)
- I. seriata, Paardenbloemspanner (Schrank, 1802)
- I. sericeata (Hübner, 1813) *
- I. sericeipennis (Warren, 1896)
- I. serpentata (Hufnagel, 1767)
- I. shaathensis (Wiltshire, 1986)
- I. shimizuensis (Matsumura, 1925)
- I. sillemi (Wehrli, 1933)
- I. similinea (Warren, 1906)
- I. simonsi (Prout, 1932)
- I. simplex (Warren, 1899)
- I. simplicior (Prout, 1934) *
- I. sincerio (Dyar, 1914)
- I. sinica (Yang, 1978)
- I. sinicata (Walker, 1861)
- I. sinuilinea (Prout L.B., 1913)
- I. skinnerata (Grossbeck, 1907)
- I. sodaliaria (Herrich-Schäffer, 1852)
- I. sordida (Rothschild, 1913)
- I. sordidior (Wiltshire, 1949)
- I. speciosa (Felder, 1875)
- I. spernata (Walker, 1861)
- I. spissilimbaria (Mabille, 1888) *
- I. squalidaria (Staudinger, 1882) *
- I. squamulata (Warren, 1900)
- I. stenozona (Lower, 1902)
- I. straminata, Egale stipspanner (Borkhausen, 1794)
- I. striolata (Staudinger, 1892)
- I. subcrinita (Schaus, 1913)
- I. subcutulata (Warren, 1899)
- I. subexcisata (Warren, 1901)
- I. subfervens (Prout, 1920)
- I. sublactifera (Warren, 1899)
- I. sublimbaria (Warren, 1900)
- I. sublongaria (Staudinger, 1900)
- I. submaculata (Warren, 1898)
- I. subochraria (Staudinger, 1892)
- I. subochreata (Hulst, 1887)
- I. subpilosa (Warren, 1897)
- I. subpurpurata (Meyrick, 1892)
- I. subsaturata (Guénée, 1858) *
- I. subscutulata (Warren, 1899)
- I. subsericeata, Satijnstipspanner (Haworth, 1809)
- I. substraminata (Prout, 1913)
- I. substriata (Turati, 1930)
- I. subterfundata (Prout L.B., 1922)
- I. subtorrida (Prout L.B., 1916)
- I. subvestita (Warren, 1897)
- I. sugillata (Bastelberger, 1911)
- I. swinhoei (Prout, 1932)
- I. sylvestraria, Randstipspanner (Hübner, 1799)
- I. sympractor (Prout L.B., 1932)
- I. tahamae (Wiltshire, 1983)
- I. taiwana (Wileman & South, 1917)
- I. taurica (Bang-Haas, 1907)
- I. tenebrica (Warren, 1906)
- I. terminaria (Jones, 1921)
- I. terpnaria (Prout, 1913)
- I. testacea (Swinhoe, 1885)
- I. textaria (Lederer, 1861) *
- I. themeropis (West, 1930)
- I. thricophora (Hampson, 1895)
- I. tineata (Thierry-Mieg, 1911) *
- I. tornipunctaria (Wiltshire, 1967)
- I. tornivestis (Prout L.B., 1932)
- I. torrida (Warren, 1904)
- I. townsendi (Fletcher D. S., 1956)
- I. transcatenulata (Rothschild, 1915)
- I. triangularia (Guenée, 1858)
- I. triangularis (Hampson, 1895)
- I. triangulata (Warren, 1906)
- I. trigeminata, Zuidelijke stipspanner (Haworth, 1809)
- I. trigonata (Dognin, 1909)
- I. trisetata (Prout, 1922)
- I. trissomita (Turner, 1941)
- I. trissorma (Turner, 1926)
- I. trissosemia (Prout L.B., 1922)
- I. tristega (Prout L.B., 1932)
- I. tristriata (Staudinger, 1892)
- I. troglodytaria (Heydenreich, 1851) *
- I. trypheropa (Meyrick, 1889)
- I. turatii (Sohn-Rethel, 1929)
- I. typicata (Guénée, 1858) *
- I. umbricosta (Prout L.B., 1913)
- I. umbrimargo (Dyar, 1914)
- I. umbrimedia (Warren, 1907)
- I. unicalcarata (Prout, 1922) unicalcarata
- I. uniformis (Warren, 1896)
- I. urcitana (Agenjo, 1952) *
- I. ustimargo (Warren, 1906)
- I. vacillata (Walker, 1862)
- I. vagula (Warren, 1906)
- I. vartianae (Wiltshire, 1966)
- I. velutina (Warren, 1897)
- I. verrucifera (Hampson, 1895)
- I. vesubiata (Millière, 1873) *
- I. vilaflorensis (Rebel, 1910) *
- I. villitibia (Prout, 1932)
- I. violacea (Hampson, 1891)
- I. violacearia (Walker, 1861)
- I. volloni (D. Lucas & Joannis, 1907) *
- I. wiltshirei (Brandt, 1938)
- I. wittmeri (Wiltshire, 1982)
- I. xanthodeta (Prout, 1917)
- I. zargi (Bethune-Baker, 1891)
- I. zernyi (Lucas, 1934)
- I. ziczacata (Warren, 1903)
- I. zoalma (Dyar, 1914)
- I. zonata (Prout, 1932)

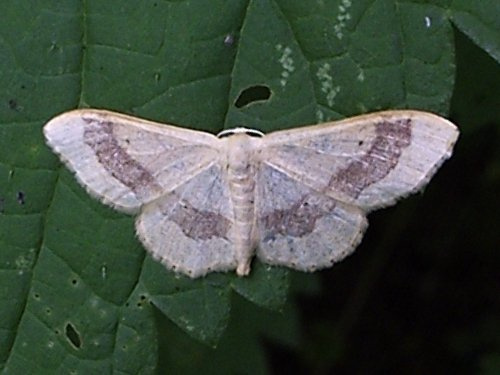
Idaea aversata Grijze stipspanner
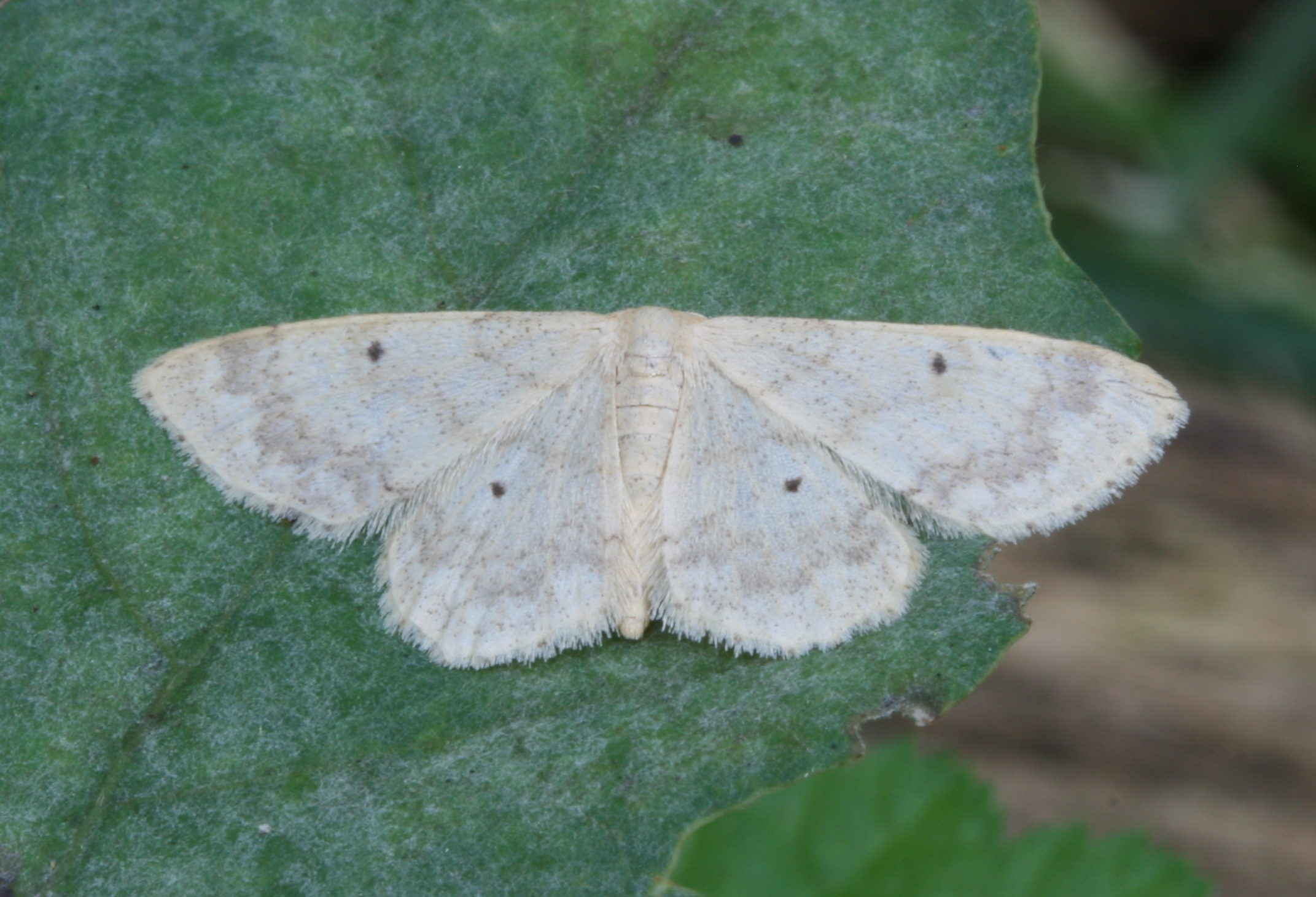
Idaea biselata Schildstipspanner
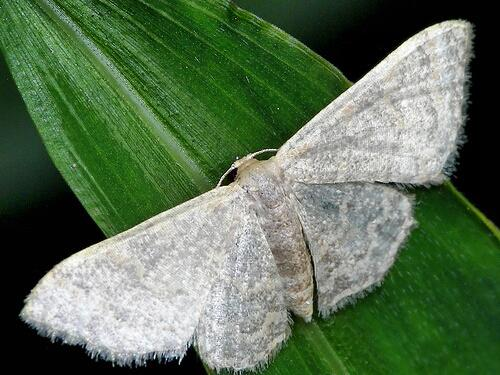
Idaea costiguttata
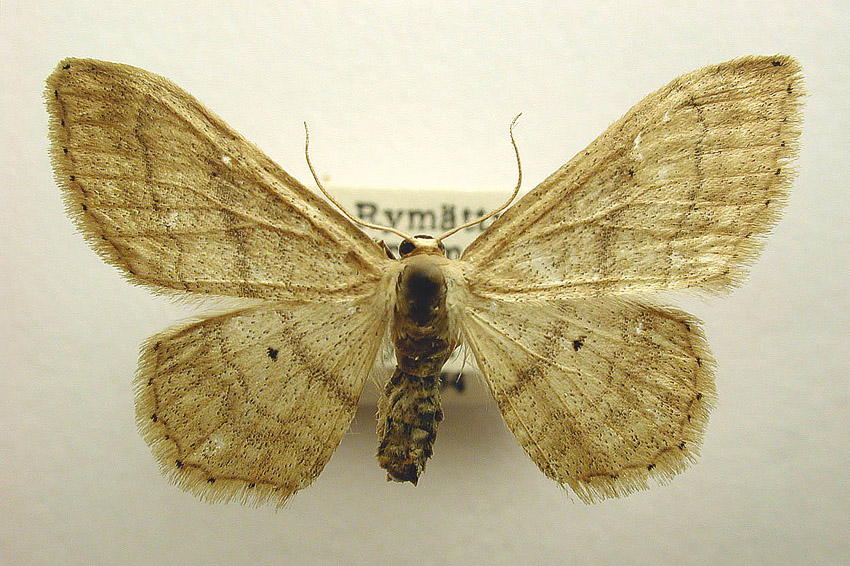
Idaea deversaria
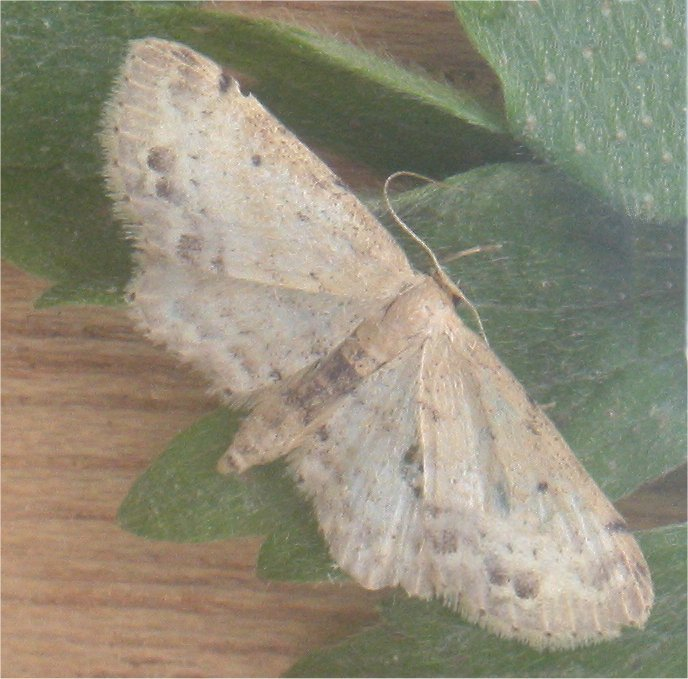
Idaea dimidiata Vlekstipspanner
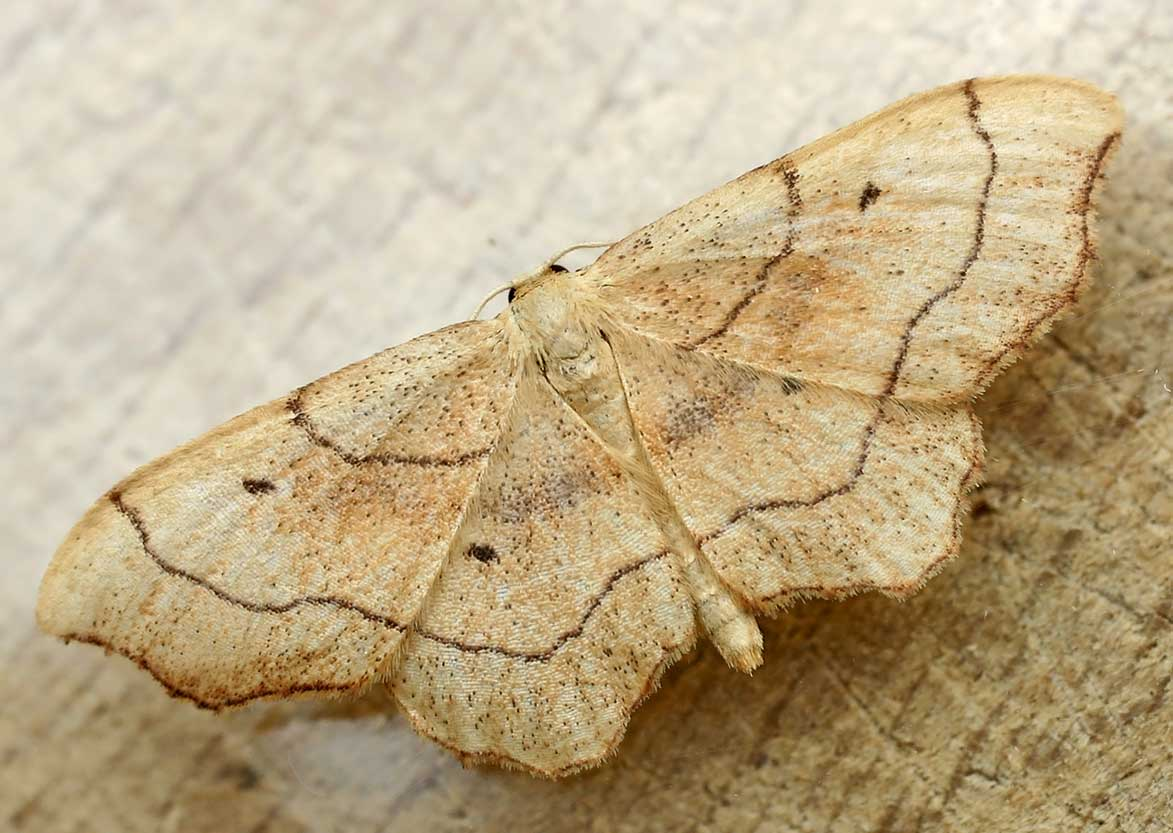
Idaea emarginata Geblokte stipspanner
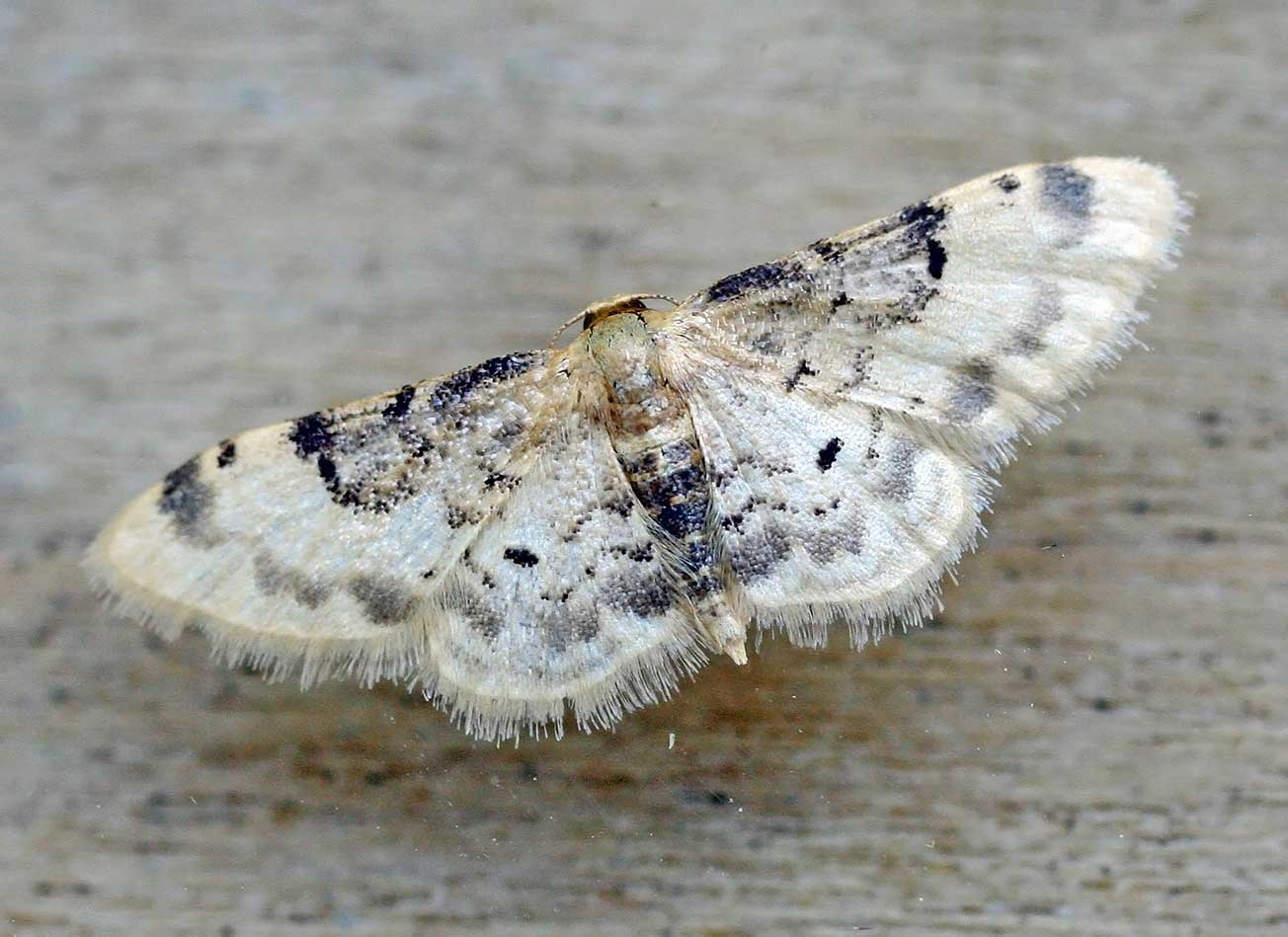
Idaea filicata
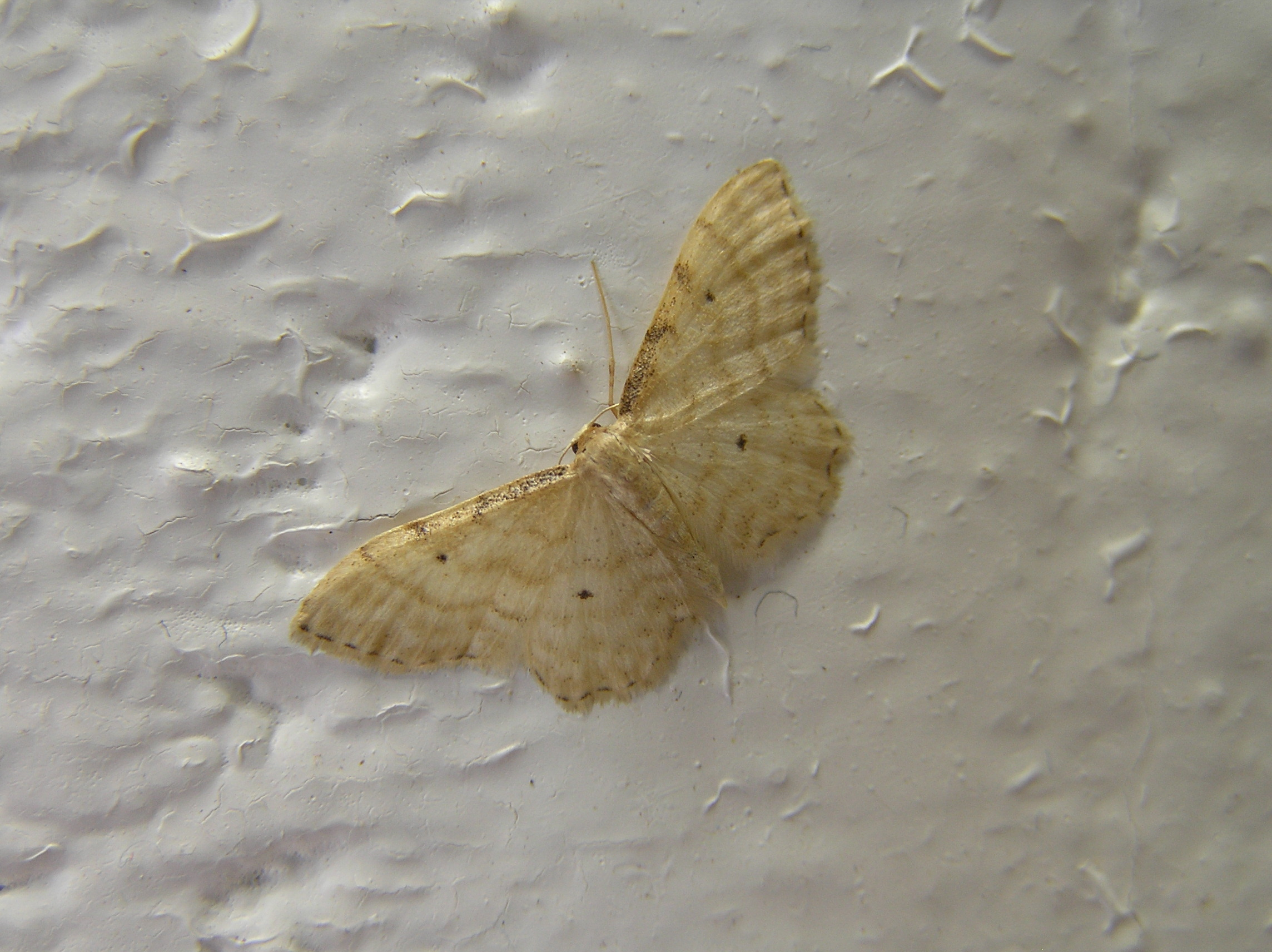
Idaea fuscovenosa Dwergstipspanner
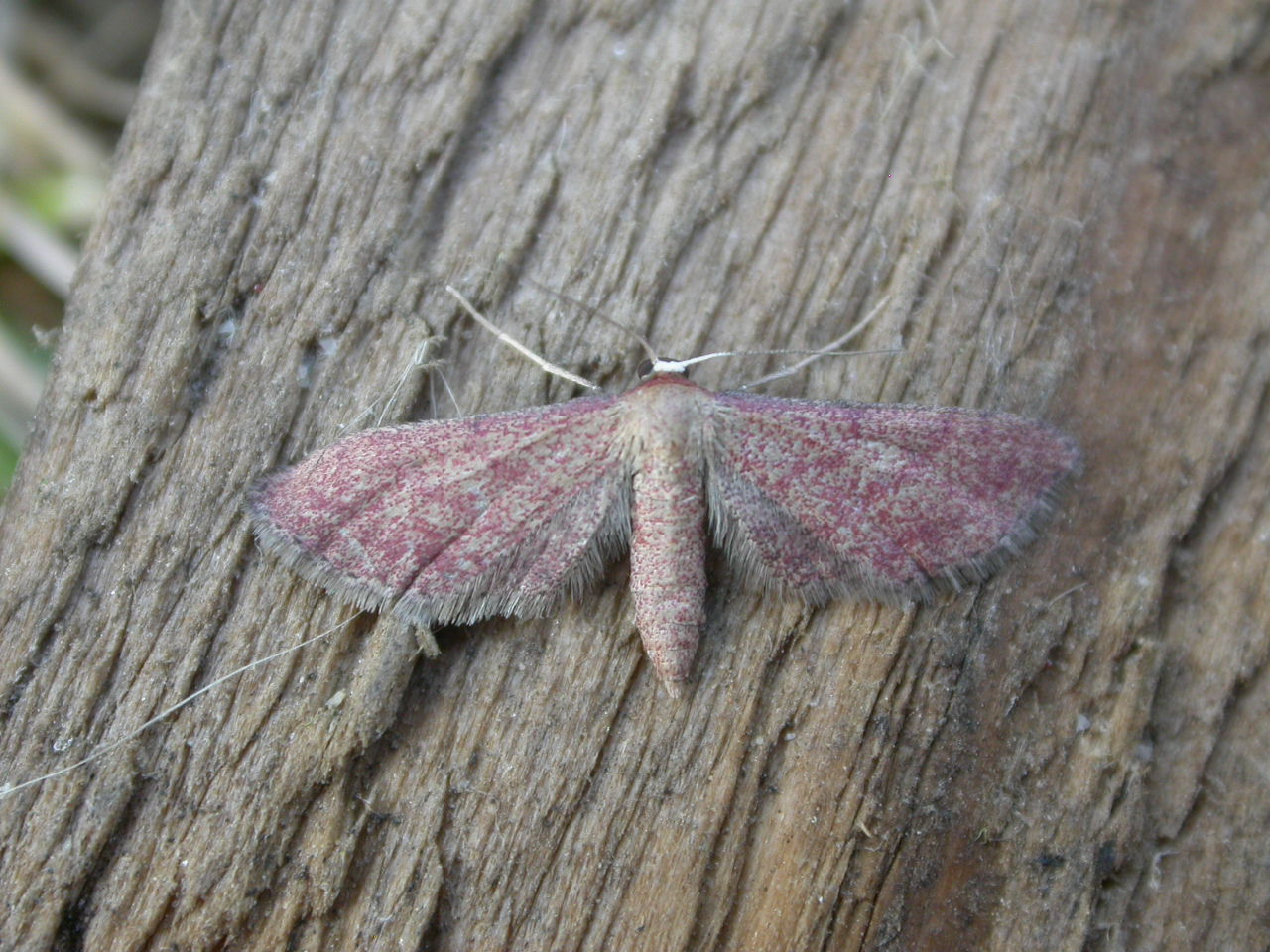
Idaea infirmaria
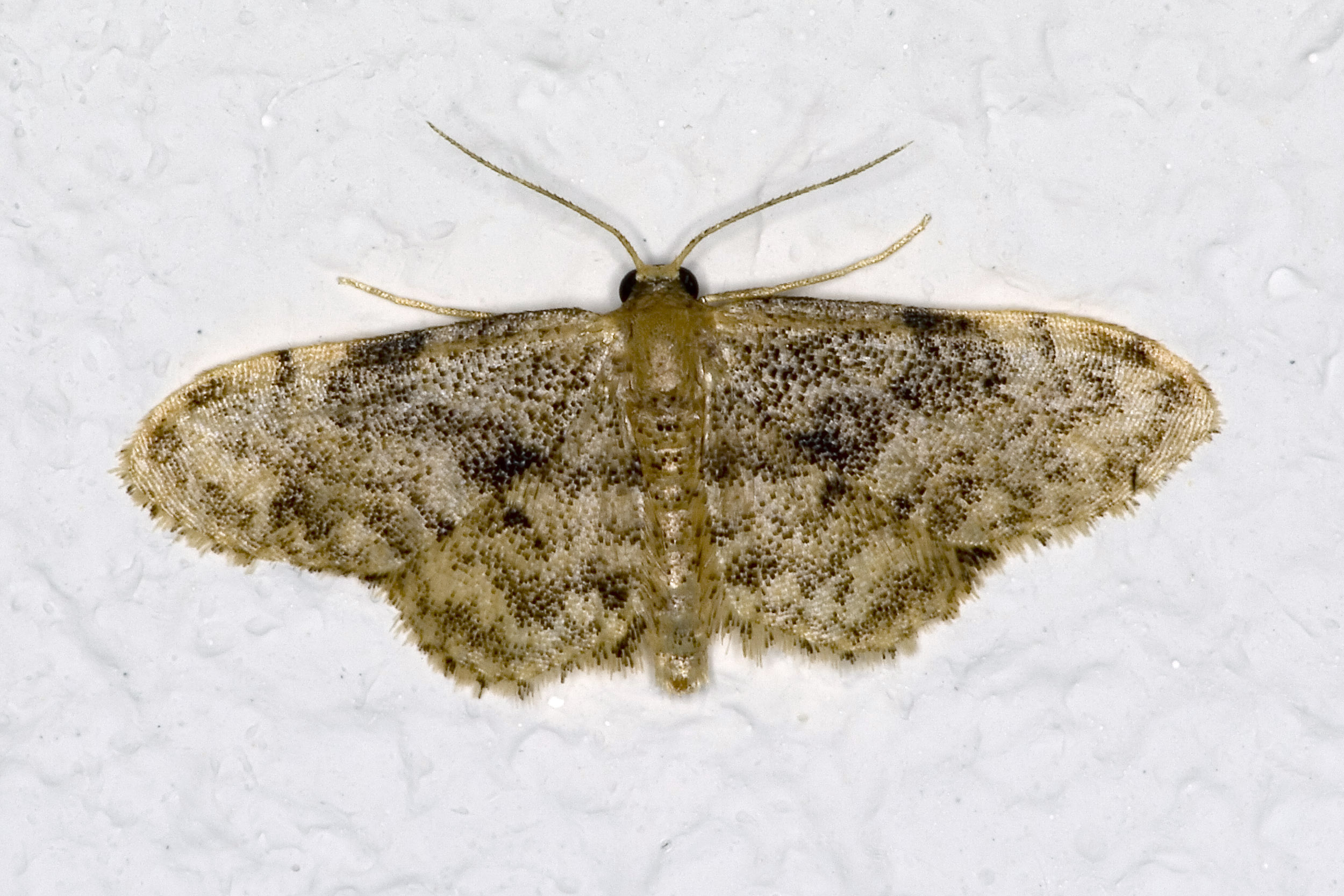
Idaea inquinata Roestige stipspanner
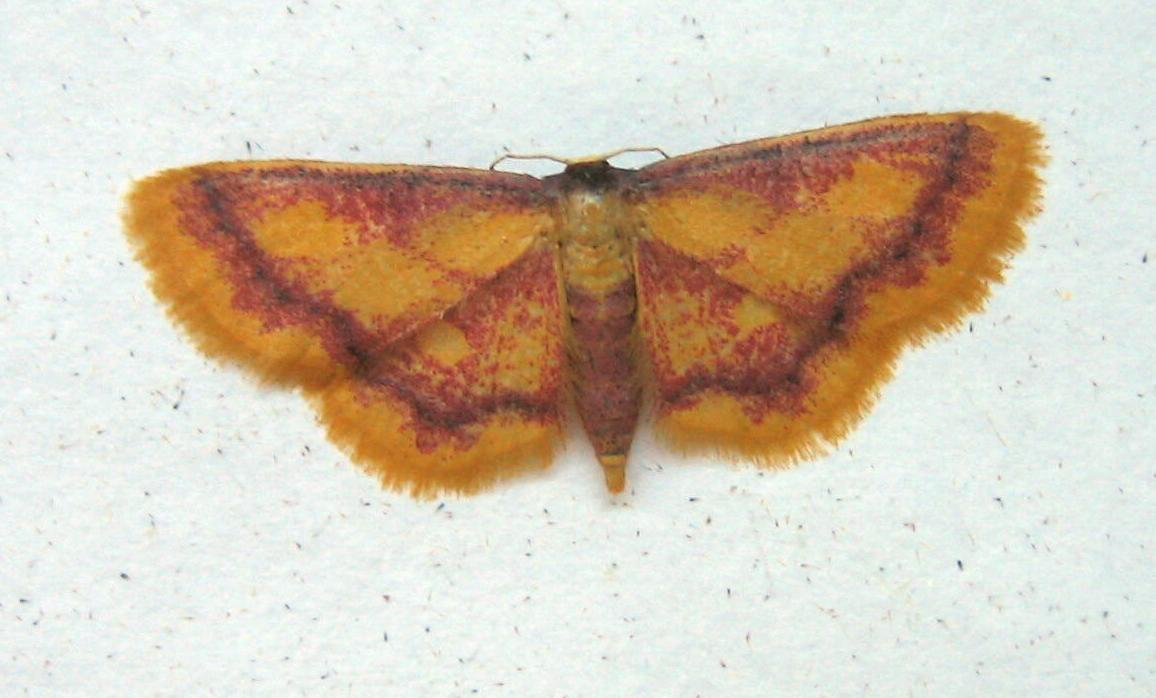
Idaea muricata Geelpurperen spanner
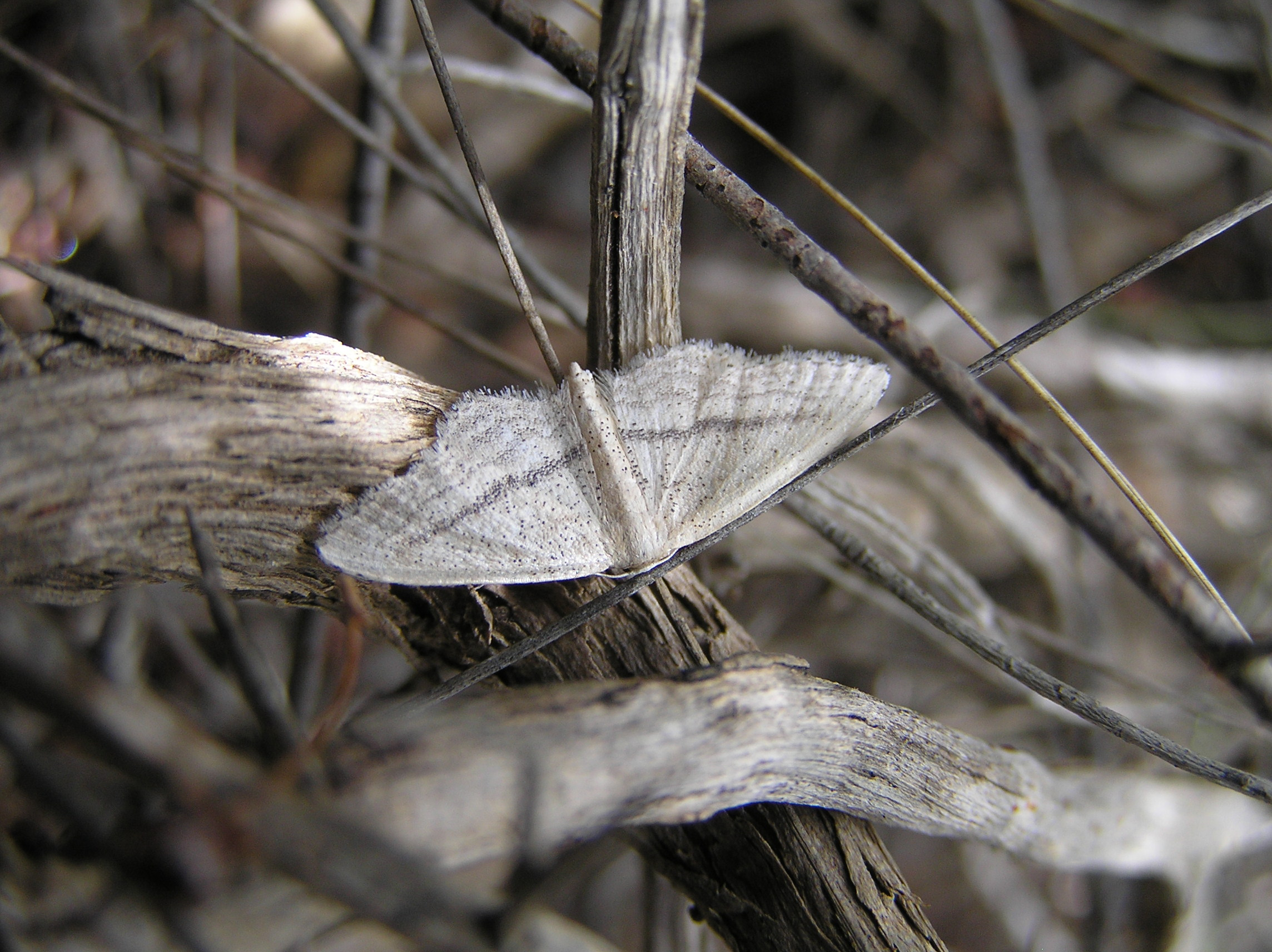
Idaea mediaria
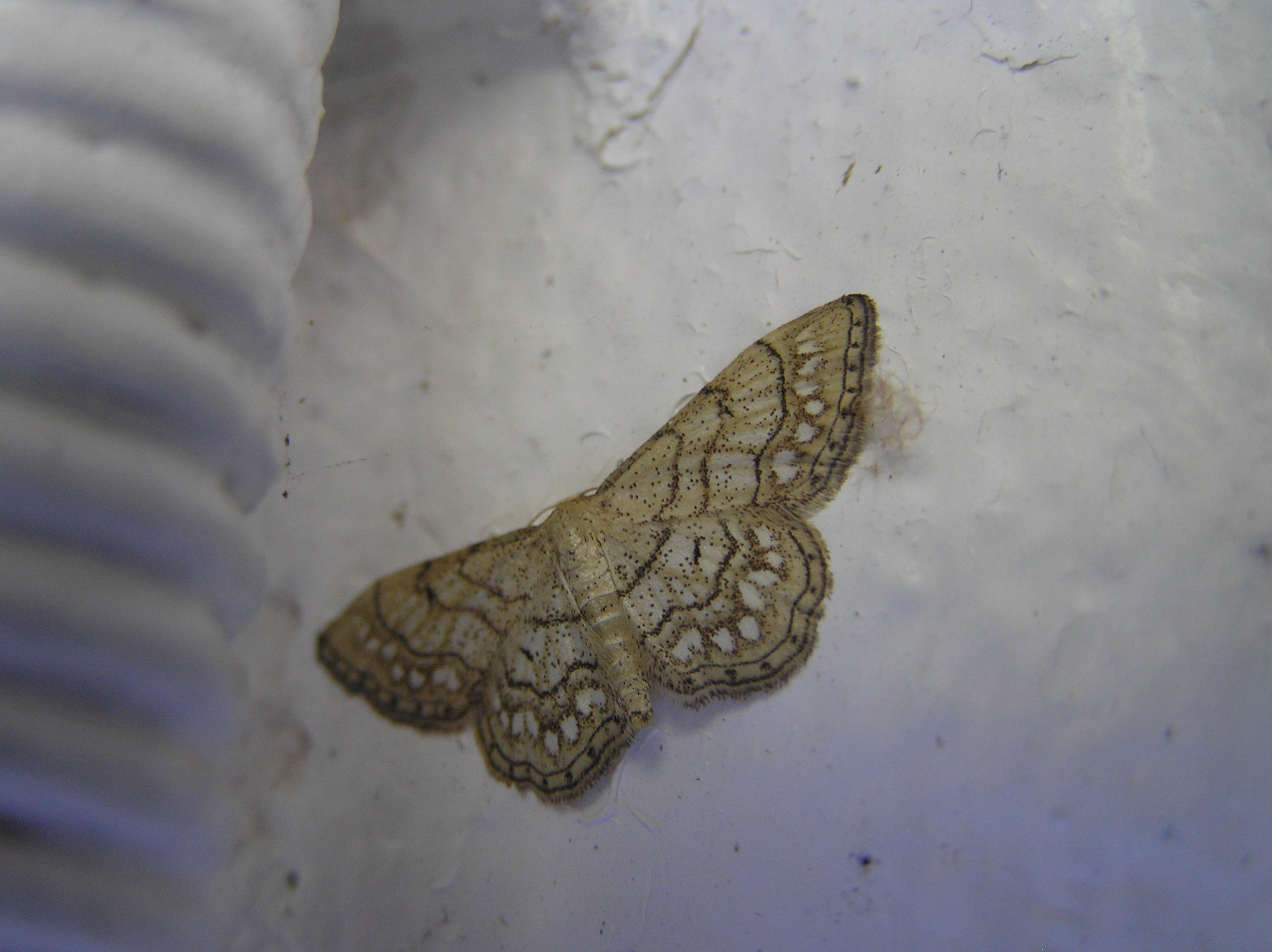
Idaea moniliata
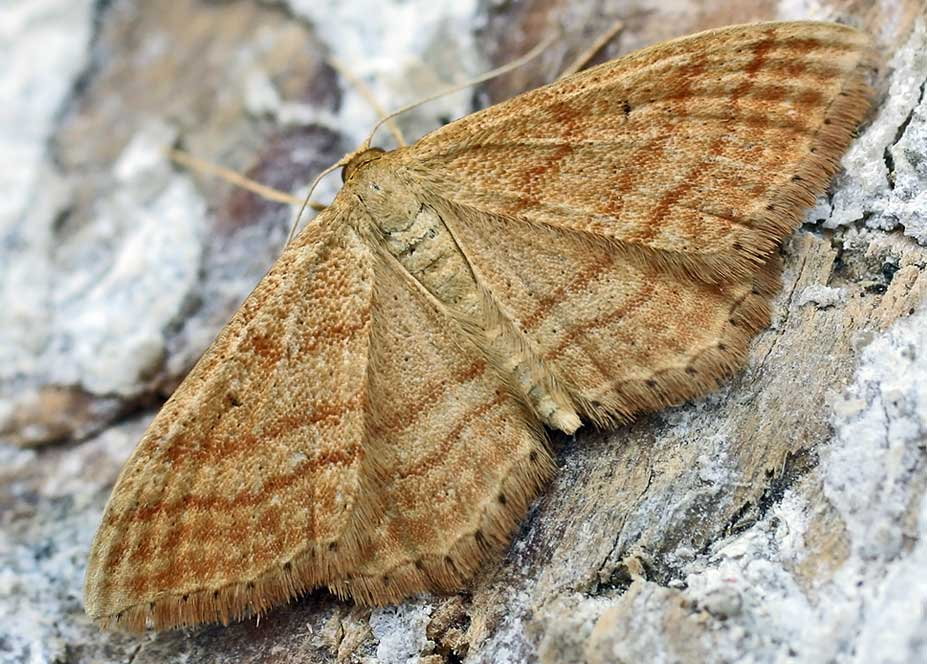
Idaea ochrata Okergele spanner
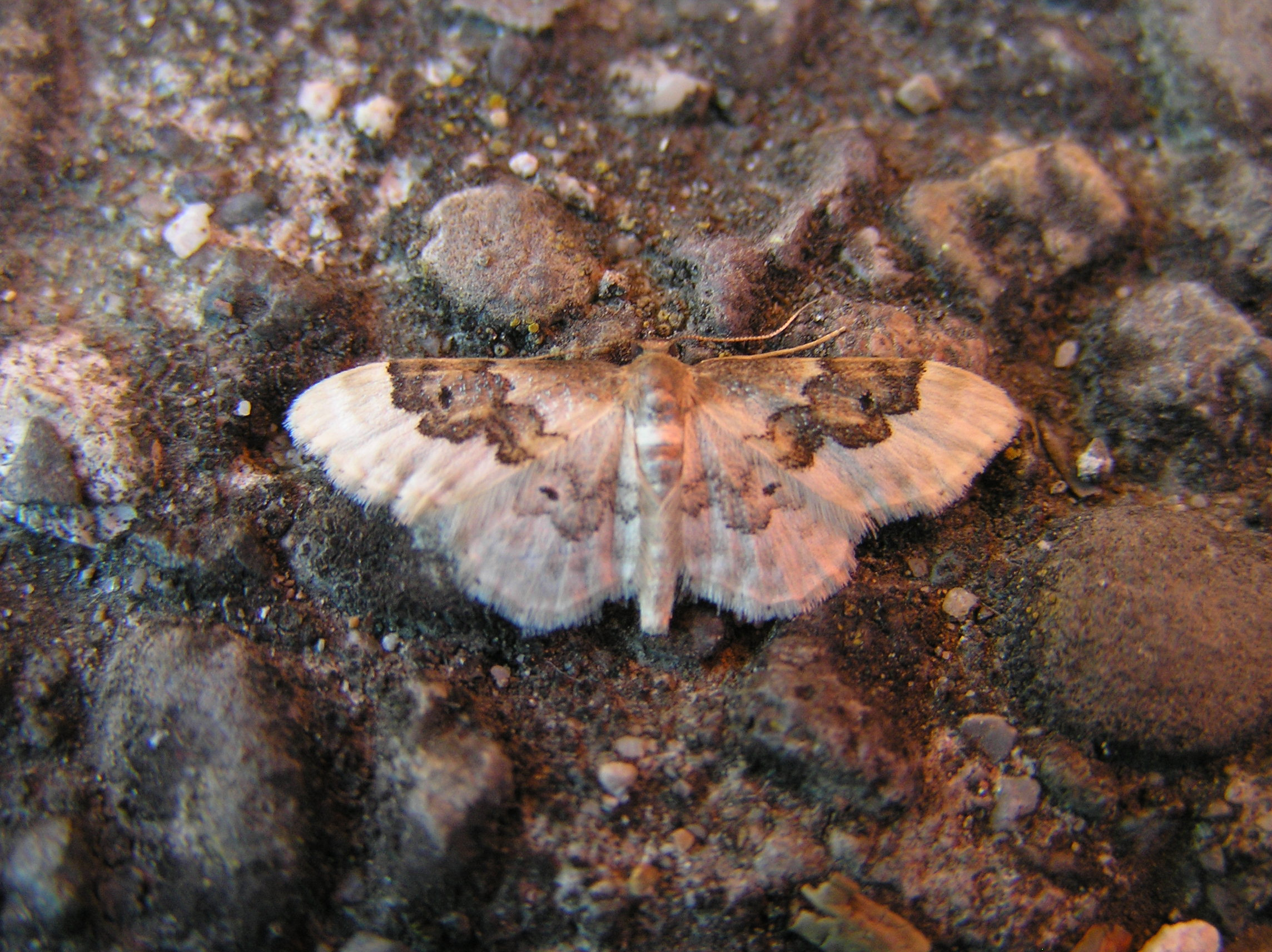
Idaea rusticata Schaduwstipspanner
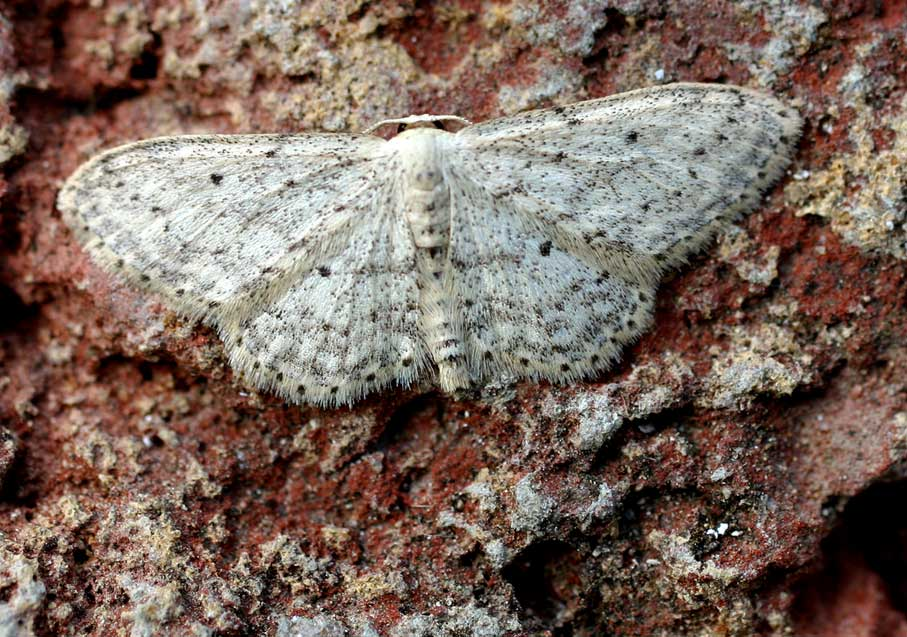
Idaea seriata Paardenbloemspanner
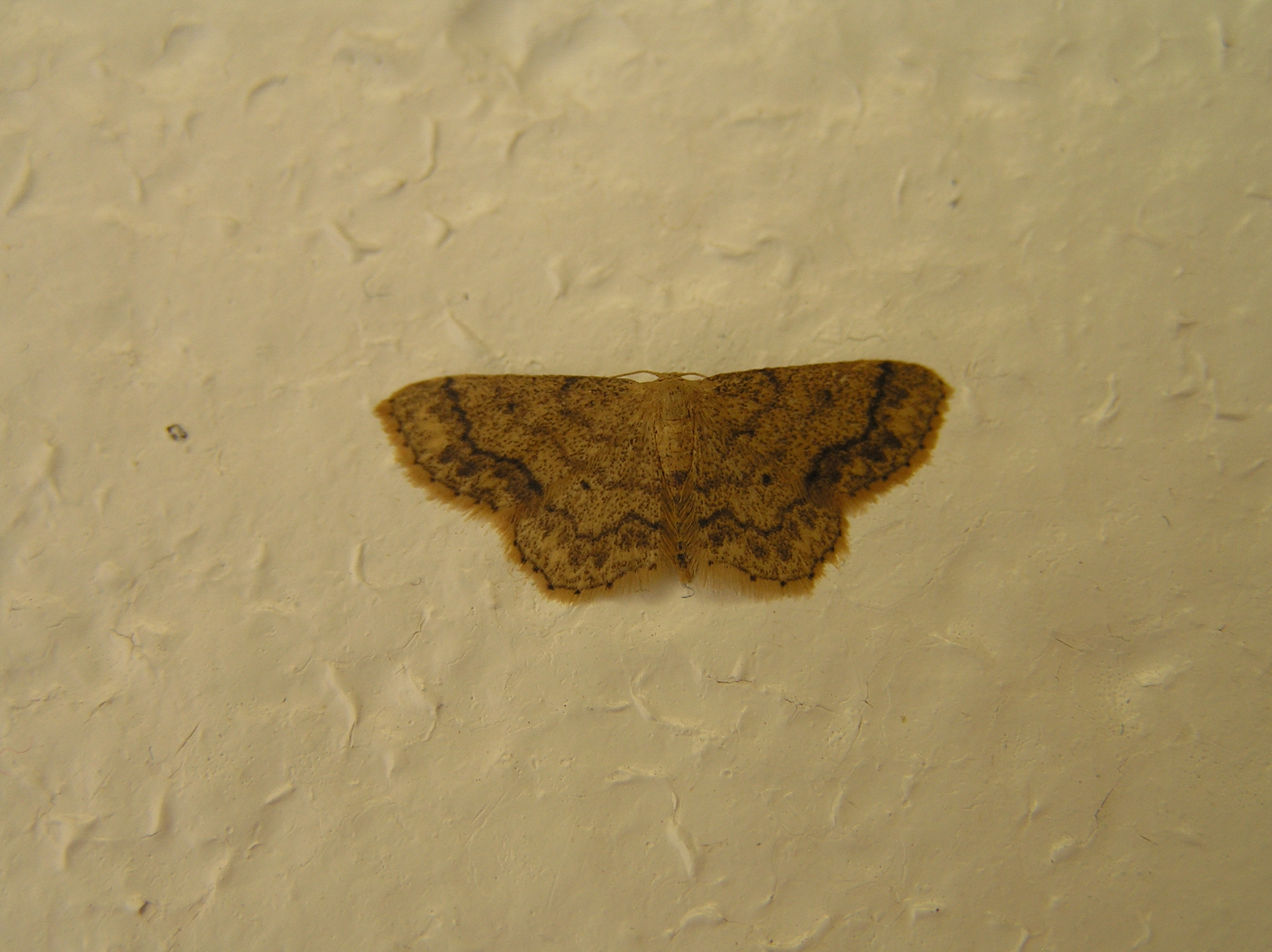
Idaea subsaturata